# Albert Houssiau
Albert Jean Charles Ghislain Houssiau (ur. 2 listopada 1924 w Halle) – belgijski duchowny rzymskokatolicki, w latach 1986-2001 biskup Liège.

## Życiorys
Święcenia kapłańskie przyjął 6 lutego 1949. 17 marca 1986 został mianowany biskupem Liège. Sakrę biskupią otrzymał 18 maja 1986. 9 maja 2001 przeszedł na emeryturę.